# Petra Vláčilová
Petra Vláčilová (9. října 1951, Brno – 10. listopadu 2012, Brno) byla praktikující arteterapeutkou a ergoterapeutkou,pedagožkou výtvarné výchovy, překladatelkou z francouzštiny a uměleckou keramičkou.
V letech 1976–1978 byla referentkou Městského kulturního střediska v Brně. Od roku 1979 působila jako arteterapeutka a ergoterapeutka na psychiatrické klinice Fakultní nemocnice v Brně. Od roku 1993 působila na katedře výtvarné výchovy Masarykovy univerzity jako odborná asistentka. Od roku 2002 vyučovala na Pedagogické fakultě Masarykovy univerzity předměty Techniky v arteterapii, Keramická tvorba a Arteterapeutická praxe.